# ماری کودریکوا
ماری کودریکوا (به چکی: Marie Kudeříková؛، ۲۴ مارس ۱۹۲۱ – ۲۶ مارس ۱۹۴۳) اهل جمهوری چک یک دانشجوی فعال در مقاومت در چکسلواکی در برابر آلمان بود که در سال ۱۹۴۱ توسط گشتاپو دستگیر شد و در یک محاکمه توسط نازی‌ها به اعدام محکوم شد. او در سال ۱۹۴۳ اعدام شد.
او در زندان ۳۲ نامه نوشت و بعداً تحت عنوان "Zlomky života: listy z vězení" (قسمتهای زندگی: نامه‌هایی از زندان) منتشر شد. ماری کودریکوا از حامیان عقاید کمونیستی بود و حزب کمونیست چکسلواکی بعدها از میراث وی برای تبلیغات استفاده کرد. داستان زندگی او در فیلم به نمایش درآمد و عشق من به پرستوها توسط کارگردان چک یارومیل ییرش ساخته شد.

## زندگی‌نامه
کودریکوا در یک خانواده کاتولیک در ونورووی، اسلواکی زاده شد. پدرش، جوزف کودریکوا، عضو لژیونهای چکسلواکی در روسیه بود و در طول دوره دشوار اشغال چکسلواکی او به‌طور فعال در فعالیت‌های ضد آلمانی در جنوب شرقی موراوی شرکت کرد. در آن زمان، دختر بزرگش ماری در سالن ورزش ژیمناستیک دبیرستان شرکت می‌کرد و در آنجا او با ژولیوس کرامریچ، یکی از حامیان جوان حزب کمونیست که از دانشگاه اسلواکی (۱۹۳۹–۱۹۴۵) به سالن ورزش آمد، دوست شد. تحت نفوذ او، علاقه ای به ایده‌های مارکسیستی پیدا کرد که باعث اختلاف در خانواده مذهبی او شد. او بعدها گفت: «ژولیوس مبانی تئوریک فعالیت‌های آینده من را پی‌ریزی کرد.» هر دوی آن‌ها در سال ۱۹۴۰ در زمانی که آلمانی‌ها در بوهم و موراویا تصمیم به بستن دانشگاه‌های چک کردند، دانشگاه را ترک کردند. کودریکوا برای تحصیل در مدرسه زبان در برنو رفت و ژولیوس را ترک کرد که وی بعداً با درد در نامه‌های خود به این جدایی اشاره کرد. در آن زمان کودریکوا به اتحادیه جوانان پیوست، سازمانی که ارتباط نزدیکی با سازمان ممنوعه کمیته مرکزی حزب کمونیست داشت. او به سازماندهی تولید نشریات ممنوعه و پوسترها کمک کرد. او حتی یک‌بار هم سعی کرد یک انبار کارخانه را آتش بزند. بعدها او فعالیت‌های خود را بر انجام خرابکاری با گروهی از جوانان از شهرها و روستاهای اطراف متمرکز کرد. طی موجی از دستگیری‌ها در اواسط سال ۱۹۴۱، او یک پناه‌گاه در روستای برنو پیدا کرد. در پاییز همان سال به برنو رفت و در آنجا به فعالیت‌های خود در اتحادیه جوانان ادامه داد.

## دستگیری و اعدام
کودریکوا در ۵ دسامبر۱۹۴۱ در روستای برنو دستگیر شد. بازجویی‌های وی در برنو و پراگ انجام شدند و محاکمه در ۱۶ نوامبر ۱۹۴۲ در وروتسواف (بعدها برسلاو) برگزار شد. هر دو والدین او در دادگاه شرکت کردند. او به اعدام به وسیله سر بریدن محکوم شد. پس از آن او بیش از ۱۰۰ روز را در زندان به انتظار اعدام گذراند.
او در دوران حبس خود نقاشی می‌کرد و خاطرات زندگی خود را در قالب نامه‌ها می‌نوشت. او با کمک یک دوست و یک نگهبان زندان، مخفیانه نامه‌های خود را از زندان بیرون فرستاد. کودریکوا در ۲۶ مارس ۱۹۴۳ و دو روز پس از ۲۲ سالگی اش اعدام شد.
وی در آخرین نامه خود در همان روز نوشت:
خداحافظی با شما، من خوشحال هستم، دوست دارم. گریه نکنید، من گریه نمی‌کنم. بدون شیون و ناله، بدون ذره‌ای ترس، بدون درد، به جایی می‌رسم که باید هدف باشد، نه وسیله.
روش وحشیانه اعدام او (سر بریدن با تبر) جامعه چک را شوکه کرد، هر چند که صحبت در مورد پرونده او غیرقانونی بود.